# Die drei Bären
Die drei Bären (Originaltitel: The Three Bears) ist eine spanische Zeichentrickserie, die zwischen 1999 und 2001 produziert wurde. Zu der Serie wurde der eigene Film Die drei Bären – Aufbruch zu gemeinsamen Abenteuern produziert.

## Handlung
Die Serie dreht sich um eine im Wald lebende dreiköpfige Bärenfamilie, die aus dem Bärenvater, der Bärenmutter und dem Sohn Cuddly besteht. Der Vater kümmert sich hauptsächlich um den Schutz der Bewohner und die Mutter kann sehr gut kochen. Cuddly entdeckt täglich neues, reist viel, spielt mit seinen Freunden und erlebt viele Abenteuer.

## Produktion und Veröffentlichung
Die Serie wurde zwischen 1999 und 2001 in Spanien produziert. Die deutsche Erstausstrahlung fand am 3. April 2000 auf Super RTL statt.

## Synchronisation
Die deutsche Synchronfassung entstand bei der S.M.G. Filmproduktion in München, unter der Dialogregie von Achim Geisler.
| Rolle                     | Deutscher Sprecher  |
| ------------------------- | ------------------- |
| Mama Bär                  | Christine Stichler  |
| Papa Bär                  | Achim Geisler       |
| Cuddly                    | Marc Stachel        |
| Boss, blauer Troll        | Claus Brockmeyer    |
| Dr. Eierkopf              | Tonio von der Meden |
| Jimmy                     | Walter von Hauff    |
| Johnny                    | Gudo Hoegel         |
| Kimbo, der Koala          | Kai Taschner        |
| Schlampi, orangener Troll | Michael Rüth        |
| Vicky                     | Sabine Bohlmann     |

## Episodenliste
| Nr. | deutscher Titel                 |
| 1   | Ein aufregender Spaziergang     |
| 2   | Auf Schatzsuche                 |
| 3   | Die Wolkenkönigin               |
| 4   | Allein im Wald                  |
| 5   | Die Intelligenz-Erdnüsse        |
| 6   | Eingefrorene Herzen             |
| 7   | Im Wald der sprechenden Bäume   |
| 8   | Der Teddybär                    |
| 9   | Halloween                       |
| 10  | Gefangen im Schnee              |
| 11  | Der Heimwerker-Wettbewerb       |
| 12  | Verrückte Jahreszeiten          |
| 13  | Streit im Wald                  |
| 14  | Dr. Eierkopfs Erfindung         |
| 15  | Ein stressiger Besuch           |
| 16  | Der ängstliche Kater            |
| 17  | Vom Pech verfolgt               |
| 18  | Kimbo ist verliebt              |
| 19  | Der Bär, der fliegen wollte     |
| 20  | Der Fluch der Mumie             |
| 21  | Reise ins Zauberland            |
| 22  | Kimbo, der maskierte Bandit     |
| 23  | Wer ist der beste Erfinder?     |
| 24  | Der 500. Hochzeitstag           |
| 25  | Der Zauberzylinder              |
| 26  | Papabärs Lieblingshonig         |
| 27  | Kimbo in Gefahr                 |
| 28  | Die Super-Trolle                |
| 29  | Freunde und Feinde              |
| 30  | Die Entführung                  |
| 31  | Ein tolles Abenteuer            |
| 32  | Umweltverschmutzung             |
| 33  | Jäger auf der Flucht            |
| 34  | Rettet den Wald!                |
| 35  | Die Schatzsuche                 |
| 36  | Ein Dieb im Bärenwald.          |
| 37  | Gespenster                      |
| 38  | Vier Freunde auf Abenteuersuche |
| 39  | Die Grusel-Show                 |
| 40  | Die giftige Wolke               |
| 41  | Eine Höhle voller Abenteuer     |
| 42  | Der Zauber-Spiegel              |
| 43  | Vickys Doppelgänger             |
| 44  | Ein Unglück kommt selten allein |
| 45  | Das Putzkommando                |
| 46  | Die Roboter                     |
| 47  | Von Gespenstern bewacht         |
| 48  | Wer ist wer?                    |
| 49  | Hampi ist verliebt              |
| 50  | Ein fieser Plan                 |
| 51  | Papabär und das Übergewicht     |